# Географія Молдови

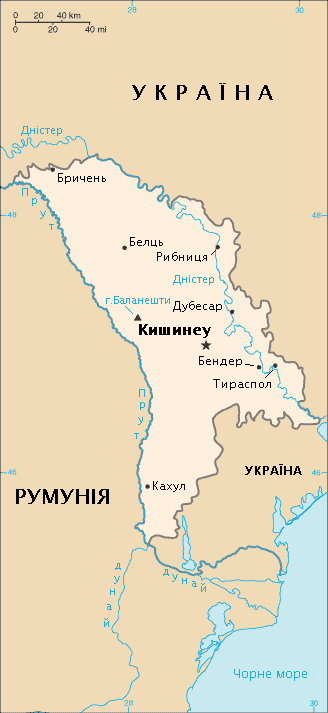
Мапа Молдови

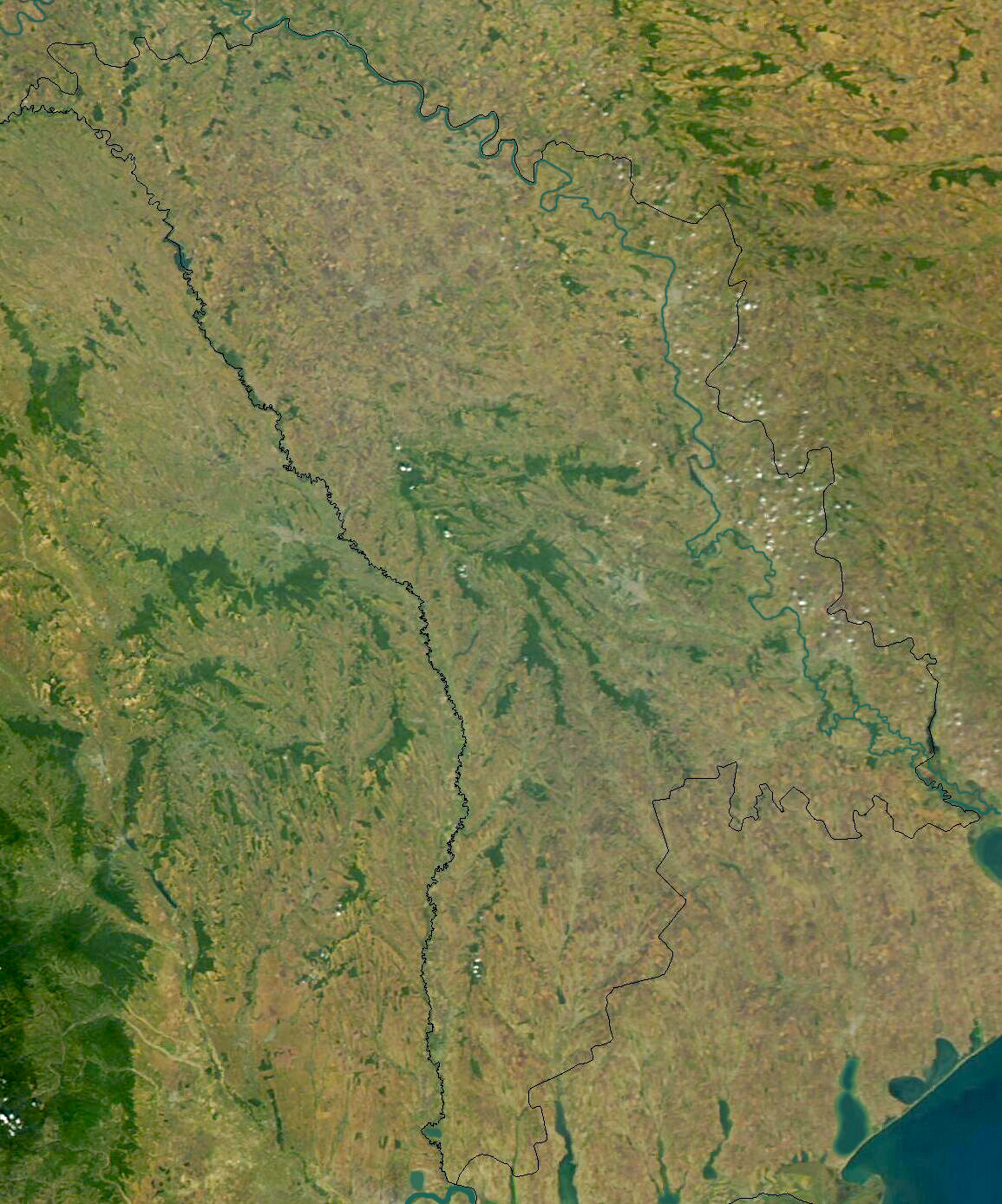
Молдова, супутниковий знімок, вересень 2003 року

Молдова — держава у Східній Європі на північному сході Балканського півострова. За формою правління — парламентська республіка. Межує на заході з Румунією, на півночі, сході і півдні — з Україною. Молдова — член ООН, СНД.

## Етимологія
Назва країни Молдова (рум. Moldova) походить від назви річки Молдова у Румунії, що означає відкрита яма — спосіб видобутку корисних копалин за допомогою води. Від нім. Molde походить термін для такої копальні. Саме поблизу цієї річки в 1359 році було засновано Молдовське князівство.
Одна з найвідоміших легенд про походження назви «Молдова» пов'язана з заснуванням Молдовського князівства. За переказами, у XIV столітті волоський воєвода Драгош вирушив зі своїм почтом на північний схід Карпат у пошуках нових земель для заселення. Під час полювання на зубра його улюблена собака на ім'я Молда (або Молдава) загинула, перепливаючи річку. На згадку про цю подію воєвода назвав річку Молдовою, а згодом і край навколо неї отримав цю ж назву. Хоча легенда романтизована і не має підтвердження в письмових джерелах того періоду, вона стала важливою частиною молдовської національної ідентичності та часто згадується в літературі та фольклорі.

## Розташування

### Крайні пункти

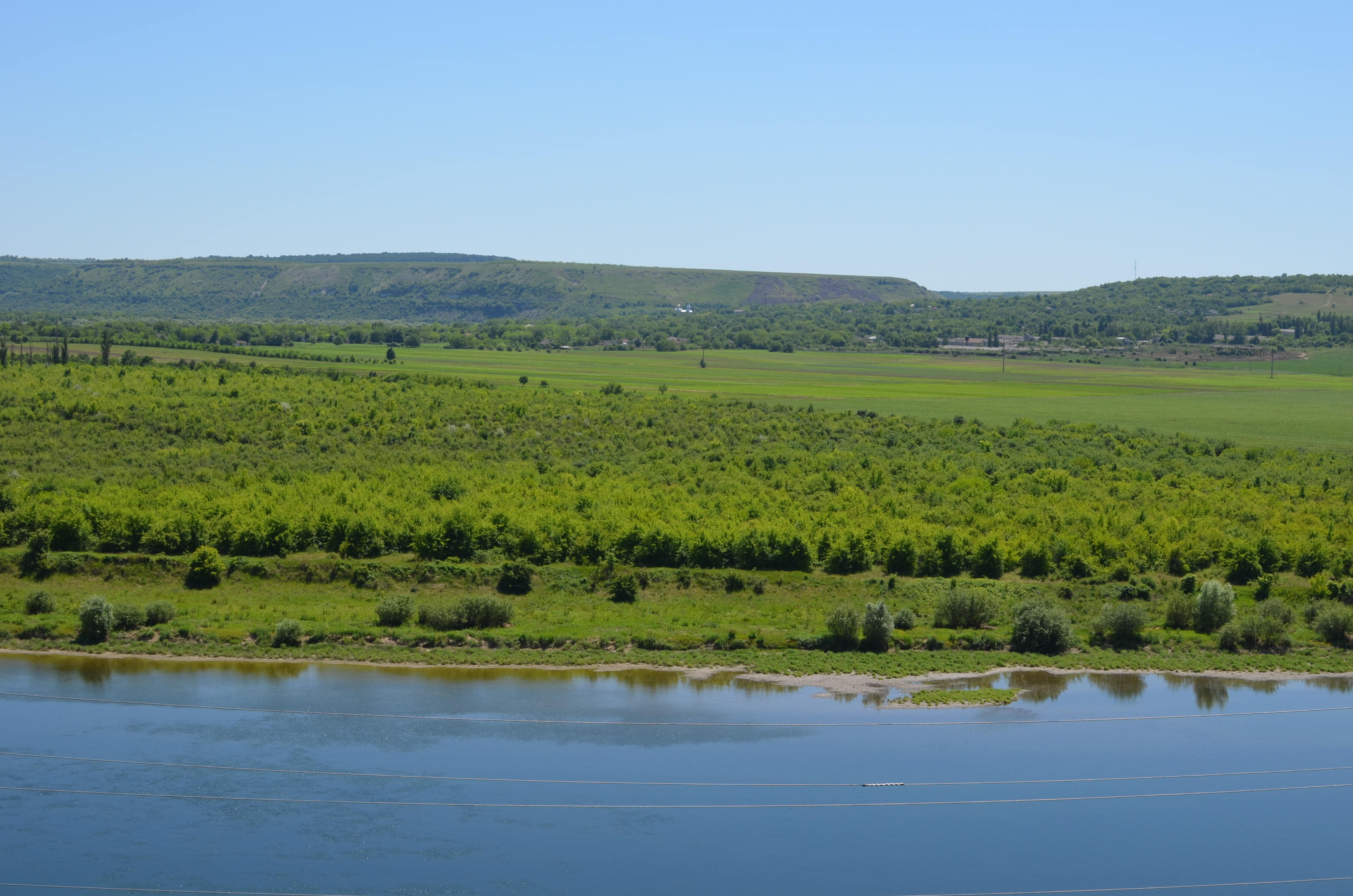
Дністер. На другому плані с.Наславча

- Північна точка — село Наславча, Окницький район
(48°28′ пн. ш. 27°35′ сх. д. / 48.467° пн. ш. 27.583° сх. д.)
- Південна точка — село Джурджулешти, Кагульський район
(45°29′ пн. ш. 28°12′ сх. д. / 45.483° пн. ш. 28.200° сх. д.)
- Західна точка — село Крива, Бричанський район
(48°16′ пн. ш. 26°40′ сх. д. / 48.267° пн. ш. 26.667° сх. д.)
- Східна точка — село Паланка, Штефан-Водський район
(46°24′ пн. ш. 30°06′ сх. д. / 46.400° пн. ш. 30.100° сх. д.)

## Геологія
Геологія Молдови є відображенням складного та багатоступеневого геологічного розвитку, що охоплює понад 1 мільярд років геологічної історії. Територія країни розташована на південному заході Східноєвропейської платформи й характеризується переважно платформним типом будови з відносно стабільною тектонічною основою. Водночас у південній та південно-західній частинах країни спостерігаються ознаки складчастих структур, пов'язаних з межовими зонами платформ і альпійських геосинклінальних областей.

### Геотектонічне положення
Територія Молдови належить до трьох основних геотектонічних одиниць: 1 — південно-західного борту Східноєвропейської платформи; 2 — платформного Причорноморського прогину; 3 — складчастої Переддобруджинської зони. Основну частину території займає Східноєвропейська платформа, представлена фундаментом із докембрійських кристалічних порід, перекритим осадовим чохлом, що сформувався протягом палеозою, мезозою та кайнозою.

### Геологічна будова

#### Кристалічний фундамент
Кристалічний фундамент залягає на глибинах від 400 м на півночі до понад 3000 м на південному заході. Він утворений переважно архейськими та протерозойськими гранітоїдами, гнейсами, кристалічними сланцями. Фундамент є залишками давнього континентального ядра, яке сформувалося понад 1,5 млрд. років тому. Він виступає на поверхню лише в межах Українського щита на північному сході країни, поблизу кордону з Україною, але здебільшого прихований під потужним осадовим чохлом.

#### Осадовий чохол
Осадовий чохол Молдови має потужність від кількох сотень до понад 3000 м і представлений породами всіх основних геологічних ер:
- Палеозой (540—250 млн. років тому). Палеозойські відклади представлені головним чином пісковиками, алевролітами, сланцями, вапняками. Більшість порід залягає на значних глибинах і виявляється лише у свердловинах;
- Мезозой (250—66 млн. років тому). Мезозойські відклади представлені в основному вапняками, мергелями, доломітами, які формувалися в морських умовах. Поширені в межах Центральної та Південної Молдови, де є численні виходи крейдяних та юрських порід. Верхньокрейдяні вапняки  формують в країні карстові ландшафти й водоносні горизонти;
- Кайнозой (66 млн. років — донині). Кайнозойська ера поділяється на палеоген, неоген і четвертинний період. Палеоген представлений глинами, пісками, мергелями, що формувалися в умовах мілководного моря. У неогенових відкладах переважають глини, піски, вапняки, часто з рештками фауни. Це період активного формування рельєфу. Антропоген представлений алювіальними, еоловими, делювіальними та льодовиковими відкладами; особливо поширені леси та лесовидні суглинки, які вкривають великі площі на півночі та в центрі країни.

### Стратиграфія

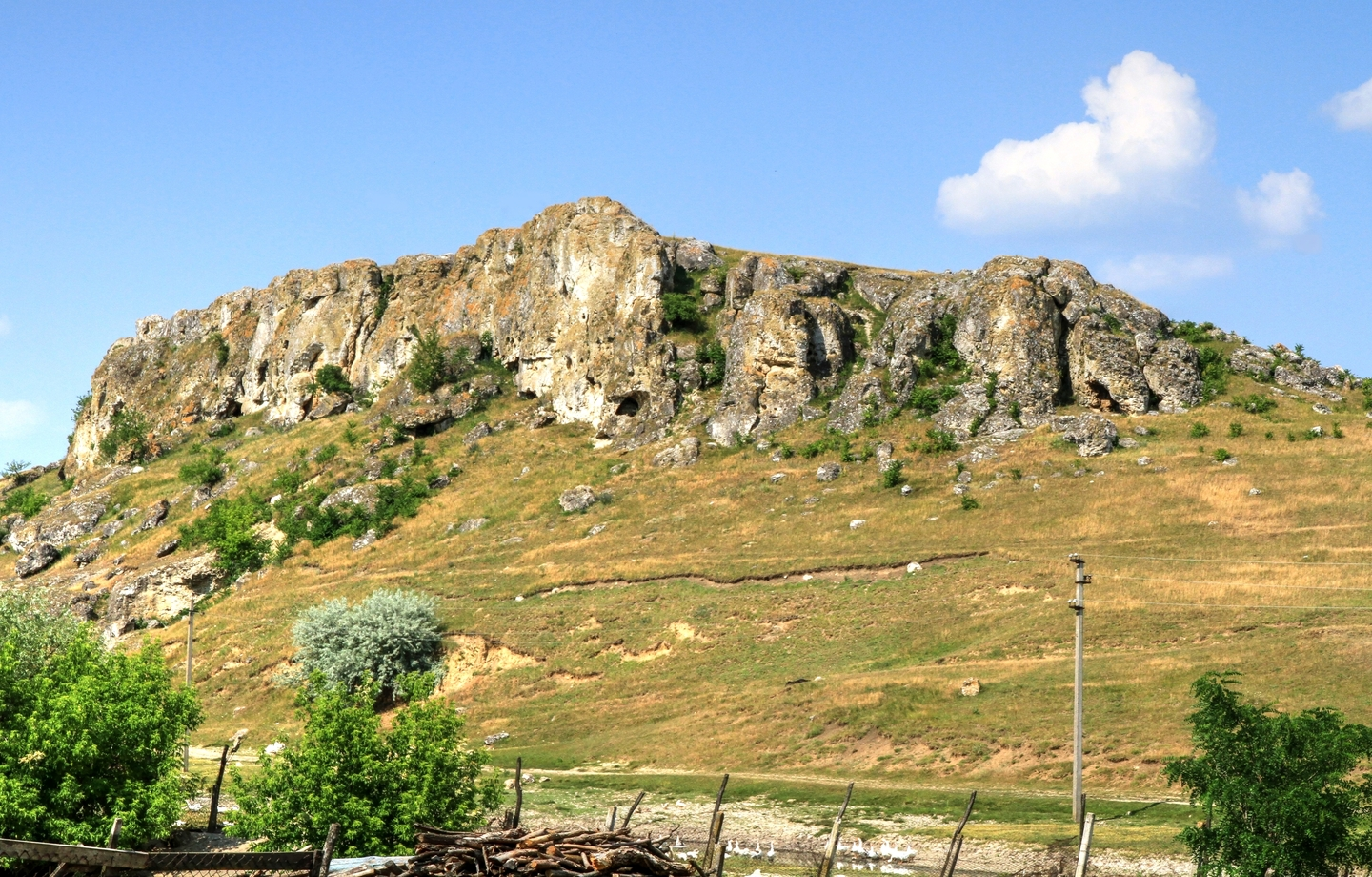
Геологічна пам'ятка природи «Стинка Маре»

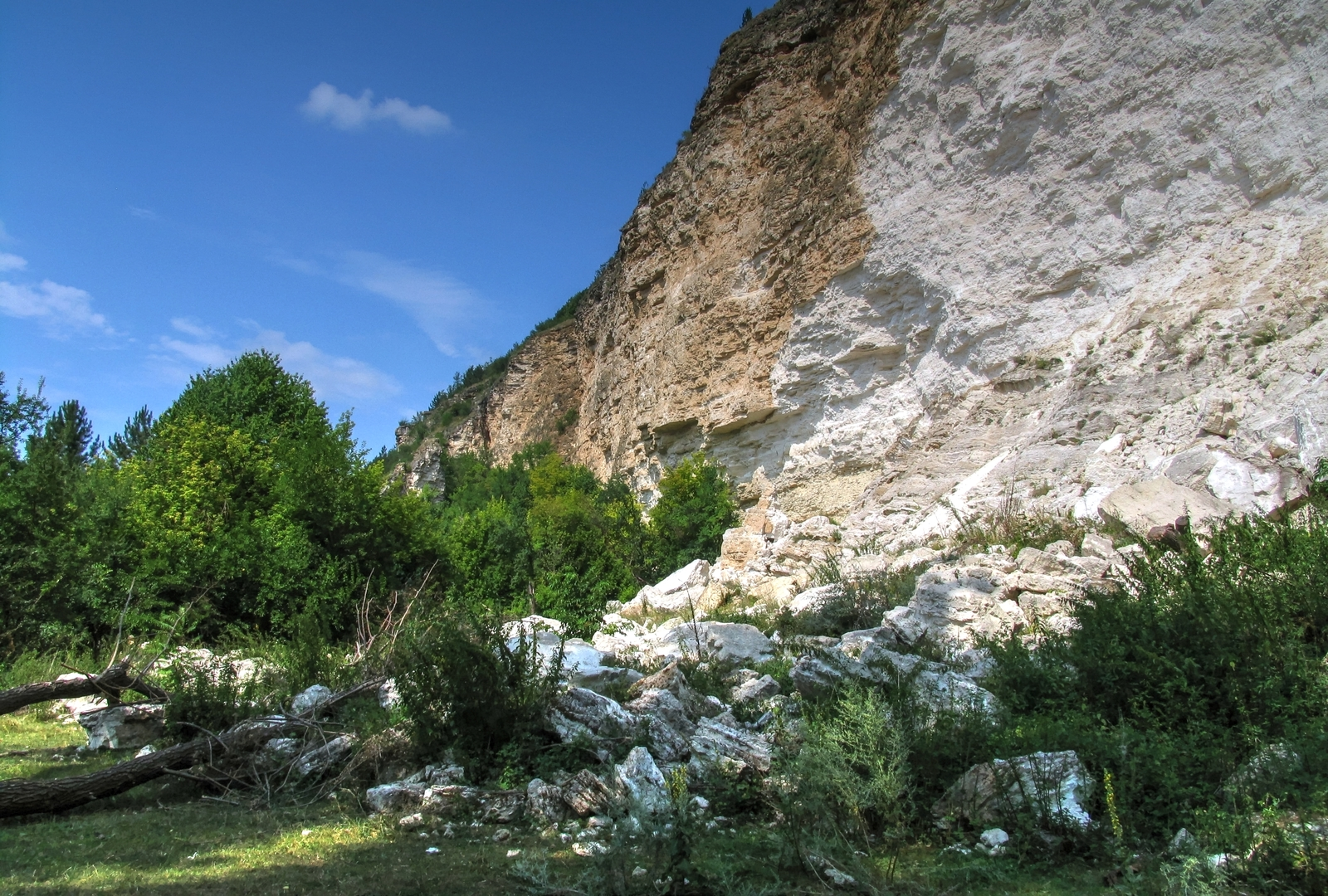
Геологічна пам'ятка природи «Рашківський комплекс»

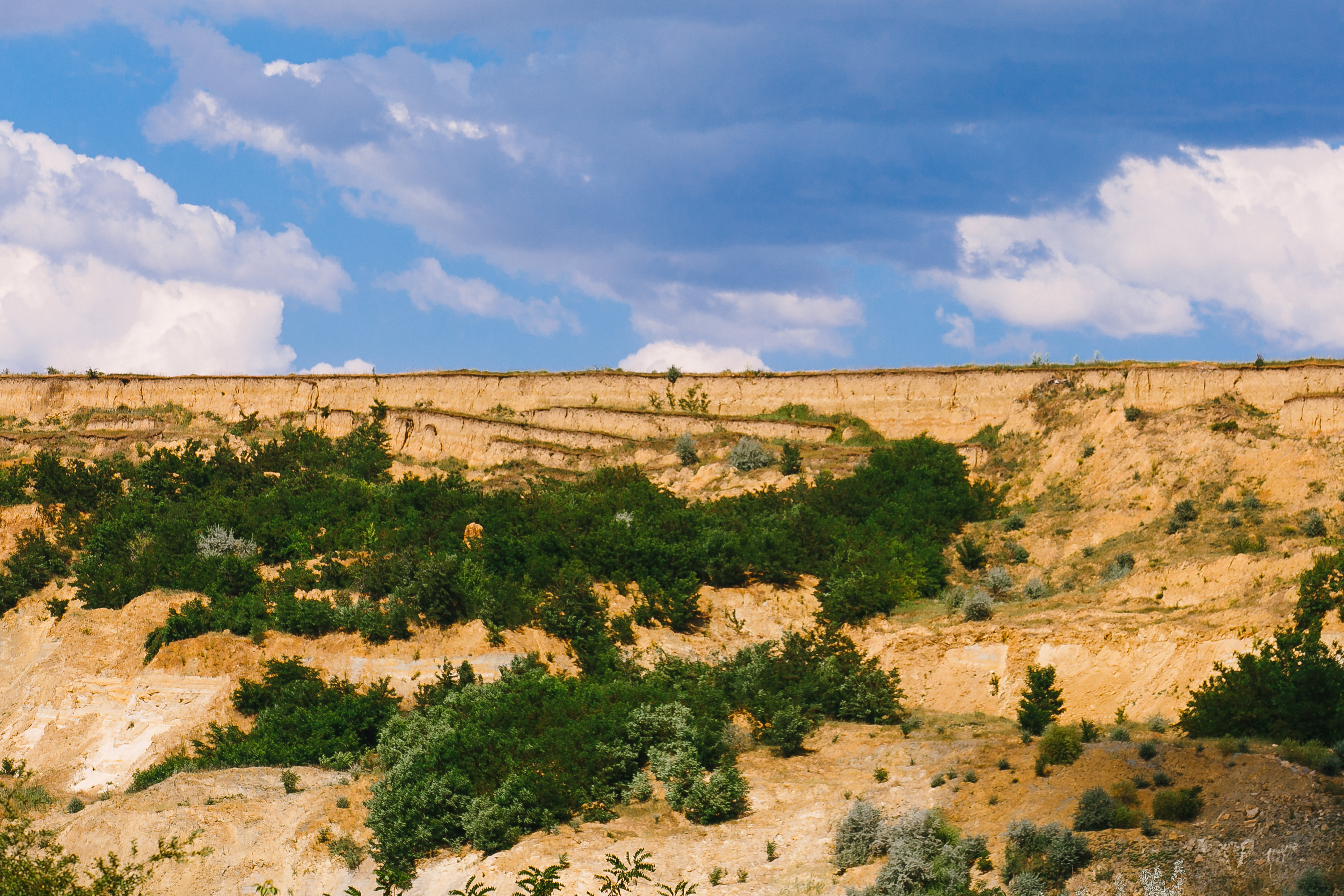
Геологічна пам'ятка природи «Кар'єр Казуку»

Стратиграфічна колонка Молдови охоплює майже всі системи геологічної шкали. Найповніше представлені мезозойські й кайнозойські відклади. Для стратиграфії характерне чергування морських, лагунних та континентальних фацій. Карстові породи крейдяного та юрського віку, а також леси четвертинного періоду мають велике значення у формуванні сучасного рельєфу та гідрогеологічного режиму.

### Тектоніка
Тектонічна будова Молдови є відображенням положення на межі стабільної платформи та активніших периферій. Основними тектонічними елементами є платформні блоки (стабільні, з незначною дислокацією), зони тектонічних порушень (наприклад, Преддобруджинський прогин, де спостерігаються згини, розломи, флексури), грабени та горсти (локальні структурні елементи, що свідчать про розтяг і стиск земної кори). У південно-західній частині країни фіксується складчаста будова, яка свідчить про вплив альпійських тектонічних процесів у неоген-четвертинний період.

### Сейсмічність
Хоча основна частина території Молдови відносно сейсмічно спокійна, південні та південно-західні регіони відчувають вплив землетрусів з Вранчанської зони (Румунія), яка є одним з найактивніших сейсмічних осередків в Європі. Землетруси в цій зоні мають глибини 80—60 км і можуть викликати помірні коливання в межах Молдови, особливо в районі Кагула, Бєльців, Кишинева.

### Сучасні геологічні процеси
Сучасні геологічні процеси на території країни включають: 
- ерозійно-акумулятивні процеси (спричинені річками, особливо Дністром і Прутом);
- схилові процеси (зсуви, обвали, осипи);
- карстоутворення (переважно в крейдяних вапняках півночі);
- суфозія і просадки (в лесових породах);
- антропогенні зміни (пов'язані з вирубкою лісів, забудовою, гірничими роботами).

## Рельєф
Рельєф Молдови — рівнина із численними пагорбами, розчленована балками та річками. Молдова займає південно-західну частину Східноєвропейської рівнини, західну околицю Причорноморської низовини, а на північному сході відроги Подільської височини. Середня висота території 147 м над рівнем моря, максимальна — до 430 м (гори Баланешти). В межах Молдови виділяють Молдавське плато, Північномолдавську, Південномолдавську і Нижньодністровську рівнини, Придністровську і Тігецьку височини. Плато і рівнини Молдови мають м'якохвилясту поверхню, густо розчленовану річковими долинами і балками. Височини видовжені в субмеридіональному напрямку, інтенсивно розчленовані.
Найбільш піднесена і розчленована частина Центральномолдавської височини — Кодри — займає 14,5 % площі держави. У межах Кодр вертикальне розчленування рельєфу становить 200–300 м.

## Клімат
Клімат Молдови помірно континентальний із рисами степового клімату. Він формується під впливом циркуляції повітряних мас з Атлантики, Арктики і Центральної Азії. Важливу роль відіграє і рельєф: у підвищених частинах країни клімат дещо вологіший, у південних — посушливіший. Середні температури січня на півночі −5 °C, на півдні −2 °C, липня — відповідно 19 °C і +22 °C; абсолютний максимум +41 °C; абсолютний мінімум –36 °C. Річна кількість опадів від 370 мм на півдні до 560 мм на півночі (у Кодрах до 600 мм/рік). Найбільше опадів випадає в травні—червні;  зимові опади випадають переважно у вигляді нестійкого снігу. Тривалість безморозного періоду становить до 180 днів. Сума активних температур вище 10 °C зазвичай становить 3200—3500 °C. Переважають північно-західні та південно-східні вітри. Клімат сприятливий для сільського господарства, проте є ризики посух, пилових бур, весняних заморозків.

## Гідрографія

### Річки

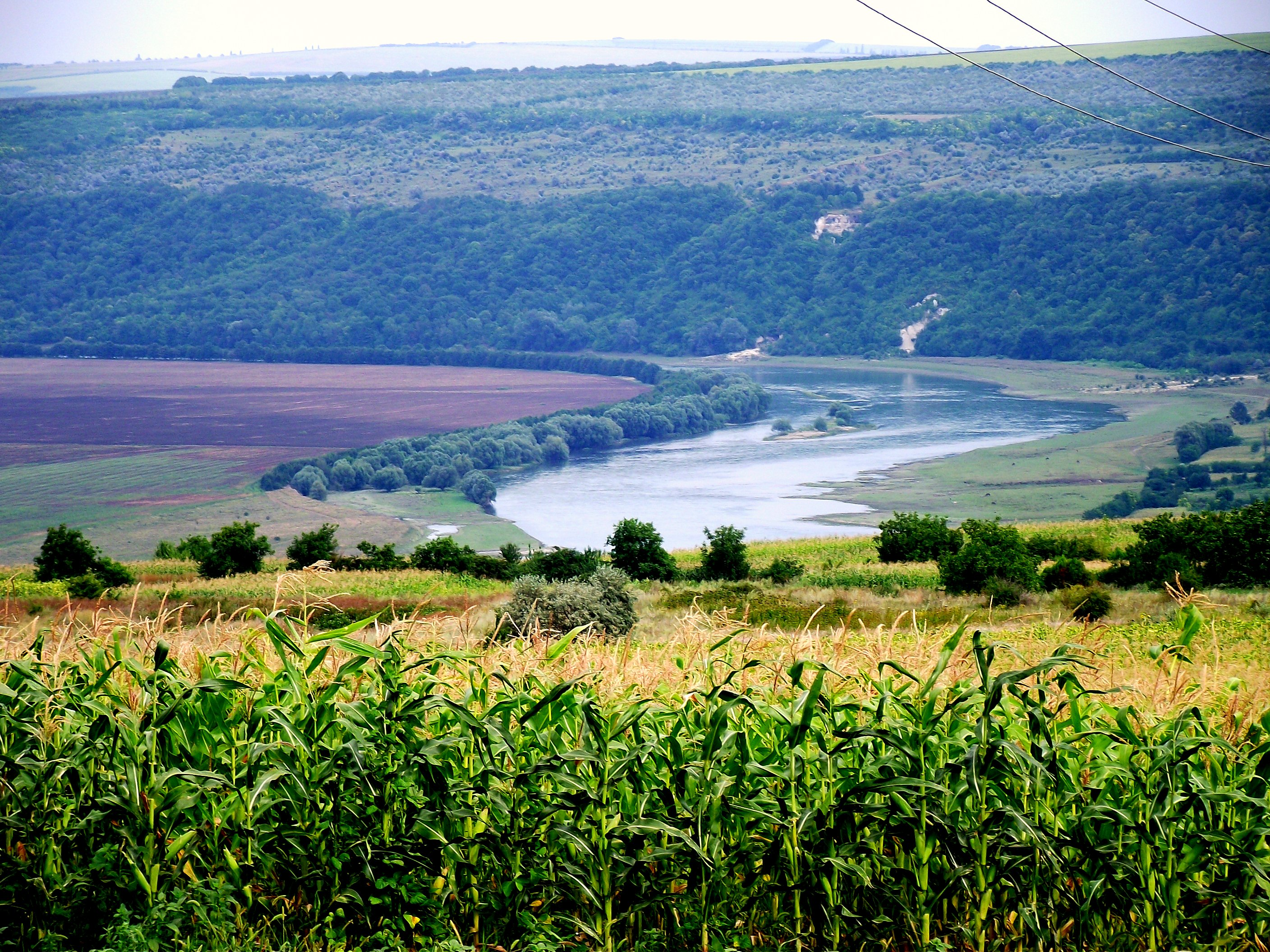
Річка Дністер (Nistru)

Головні річки: Дністер (з притоками Старий Реут, Бик, Ботна та інші) і Прут (з притоками Чугур, Ларга, Кам'янка та інші).

### Озера
Багато заплавних озер, у тому числі близько 60 природних. Основні Водосховища: Костешть-Стинка, Дубесар, Кучурган, Тараклія та ін. 

## Ґрунти
Ґрунтоутворення на території Молдови зумовлене поєднанням кількох природних факторів, зокрема сприятливого помірно континентального клімату, переважно рівнинного і горбистого рельєфу, добре структурованим і багатим на мінерали материнським породам (лесам і лесовидним суглинкам) та лучно-степової і лісостепової рослинності, що забезпечувала достатню кількість органіки для гумусоутворення. Завдяки цим чинникам на більшій частині території країни сформувалися родючі чорноземні ґрунти.
Основними типами ґрунтів Молдови є:

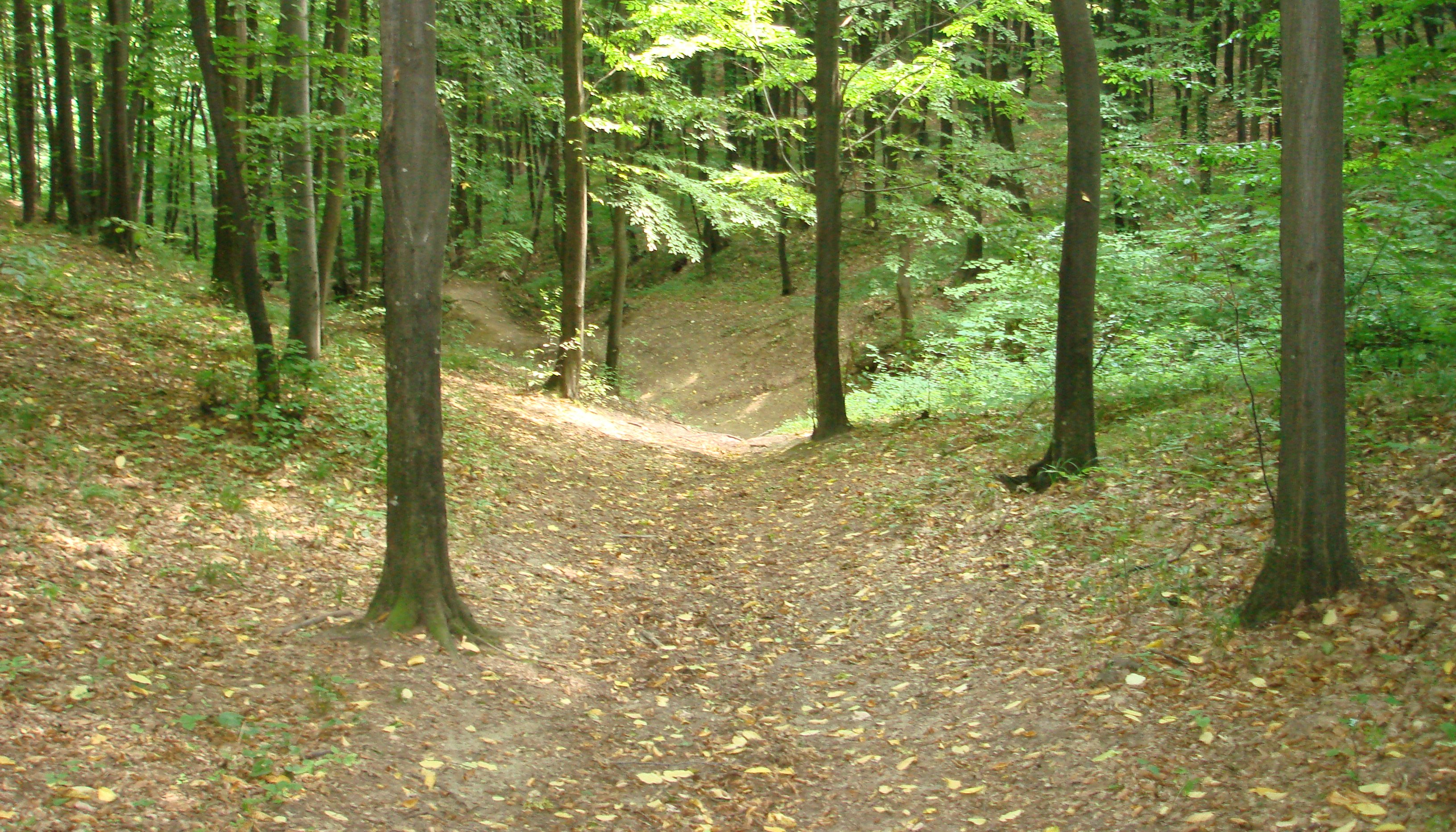
Широколистяний ліс на сірих лісових ґрунтах

- Чорноземи. Займають близько 75 %  території країни. Вони представлені кількома підтипами:
  - типові чорноземи (найпоширеніші, формуються на лесових породах у центральній частині країни; мають глибокий гумусовий горизонт (до 100 см), високий вміст гумусу (6–8 %) та хорошу водоутримувальну здатність;
  - опідзолені чорноземи (поширені переважно в північних і північно-західних районах, де більше опадів і дещо вищий рівень зволоження; характеризуються легким опідзоленням верхніх горизонтів);
  - карбонатні чорноземи (поширені в південних і південно-східних районах, мають підвищений вміст карбонатів кальцію, що позитивно впливає на родючість, проте знижує кислотність).
- Сірі лісові та темно-сірі ґрунти. Займають близько 16 % території і поширені в лісисто-горбистій місцевості, переважно в центральній частині Молдови, зокрема в Кодрах. Характеризуються меншим вмістом гумусу (3—5 %), кислою або слабокислою реакцією, доброю структурованістю та частковим опідзоленням. Формуються під широколистяними лісами на суглинкових материнських породах.
- Лучні та лучно-чорноземні ґрунти. Поширені в заплавах річок Дністер, Прут, Реут, Бик та інших. Утворюються під впливом постійного зволоження і лучної рослинності. Характеризуються високим вмістом гумусу (до 6 %), підвищеною вологомісткістю та високою біологічною активністю.
- Каштанові ґрунти. Поширені на крайньому південному заході Молдови (поблизу м. Кагул) у зоні сухих степів. Вони формуються за умов дефіциту вологи, тому мають світлий колір, менший вміст гумусу (2—3 %) та підвищену лужність.

## Рослинний світ
Флора Молдови різноманітна, охоплює понад 5500 видів рослин. Ліси (здебільшого листяні) займають близько 11 % території країни. Під широколистяними лісами (дуб, ясен, граб, бук, липа) приблизно 9 % території.

## Тваринний світ
Фауна охоплює понад 15,5 тис. видів тварин. Основними представниками ссавців є сарна європейська, свиня дика, вовк, лисиця, борсук, куниця кам'яна, заєць сірий, кролик, їжак, кріт європейський, полівка звичайна і нориця руда.
За зоогеографічним районуванням світу Молдова належить до Лісостепової зоогеографічної провінції (більша частина країни) і Степової зоогеографічної провінції (південь) Європейської підобласті Голарктичної зоогеографічної області. Тому основу тваринного населення регіону становлять зональні лісостепові, лісові та степові угруповання тварин, а також інтразональні водно-болотні тваринні угруповання, характерні для помірного кліматичного поясу. Домінуючими в зональних угрупованнях є ксеромезофільні групи та види тварин. 

## Стихійні природні явища
Незважаючи на відсутність морських узбереж та екстремальних гір, Молдова регулярно піддається впливу стихійних природних явищ. Найбільш поширеними і руйнівними серед них є:
- посухи (трапляються майже щороку, особливо в південних та центральних районах країни через малу кількість опадів у літній період, іноді менше 300 мм/рік);
- паводки та повені (виникають переважно в басейнах річок Прут і Дністер після сильних дощів або весняного танення снігу);
- зсуви ґрунту (переважно в районах з крутим рельєфом, особливо в центральній частині країни; активізуються після повеней або неправильного землекористування, зокрема через вирубування лісів, що стабілізують схили);
- буревії та град (частими в літній період є буревії, які супроводжуються сильним вітром, зливами і градом);
- ерозія ґрунтів (не є раптовим явищем, але має кумулятивний ефект; викликана зливами, вітрами, неправильною оранкою схилів і вирубкою лісів).
- опустелювання (спостерігається в останні десятиліття в південних районах в умовах глобальних змін клімату).

## Охорона природи
Через інтенсивну господарську діяльність Молдова стикається з рядом екологічних проблем:
- знищення природних екосистем (переважно через видобування корисних копалин і будівництво);
- зменшення лісистості (через несанкціоновані вирубки);
- ерозія ґрунтів, спричинена оранкою схилів;
- забруднення річок, озер і ґрунтових вод стічними водами;
- забруднення довкілля побутовими відходами (через несанкціоновані сміттєзвалища);
- втрати біорізноманіття (в тому числі через браконьєрство);
- недостатній рівень екологічної освіти населення.

Держава вживає заходів для відновлення лісів, збереження ландшафтного та біологічного різноманіття, підвищення екологічної свідомості населення.

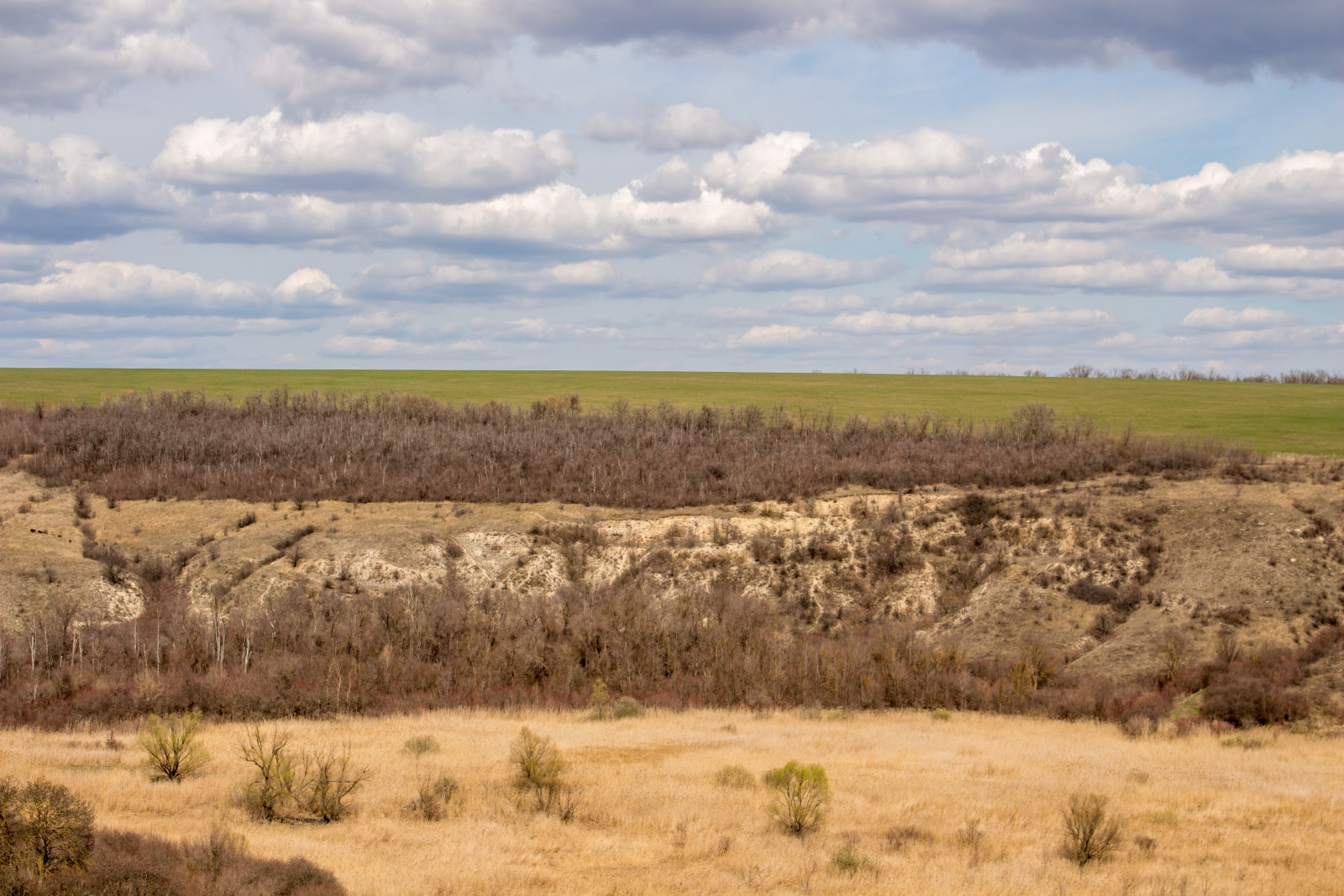
Науковий заповідник «Ягорлик», урочище Сухий Ягорлик

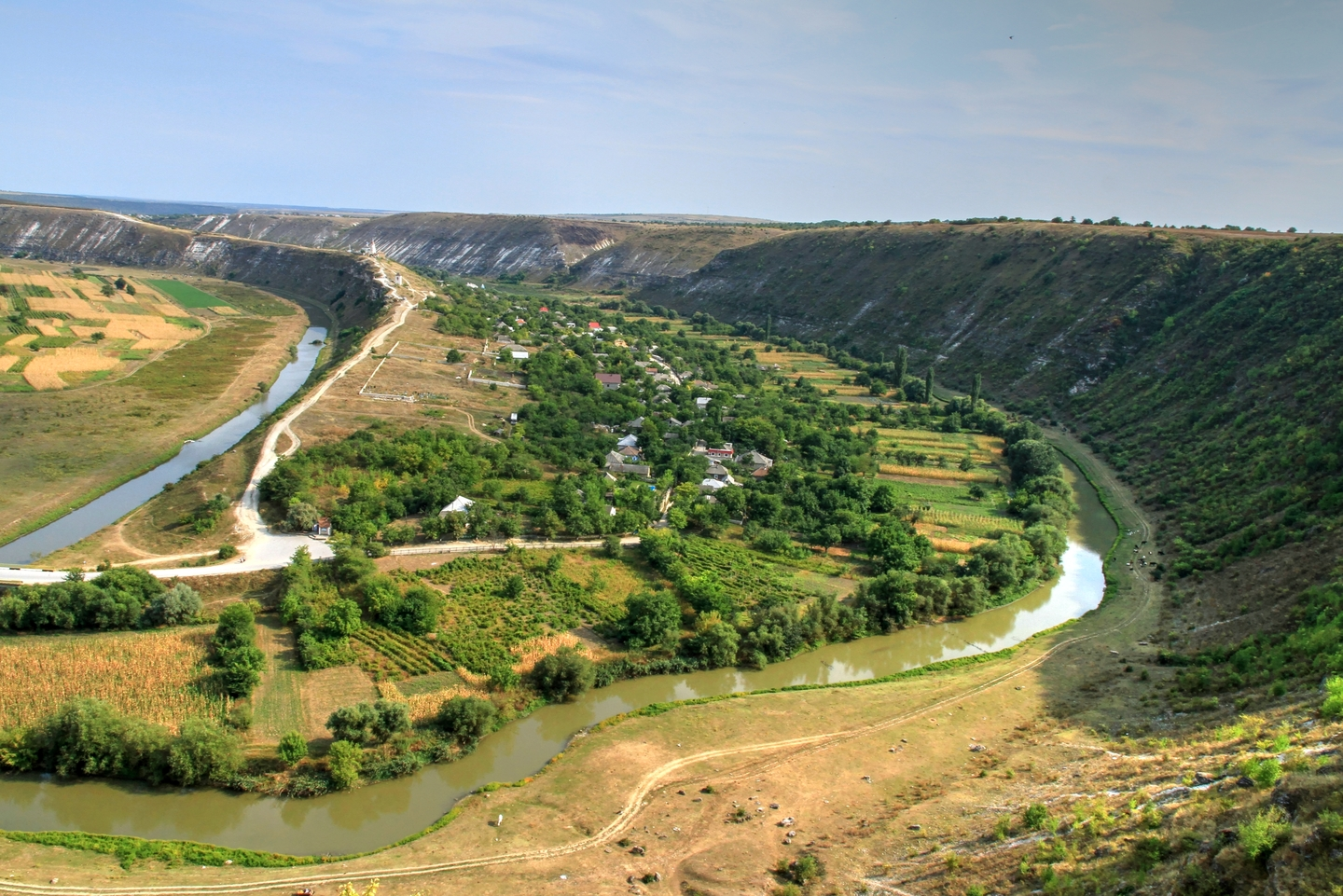
Національний парк Орхей

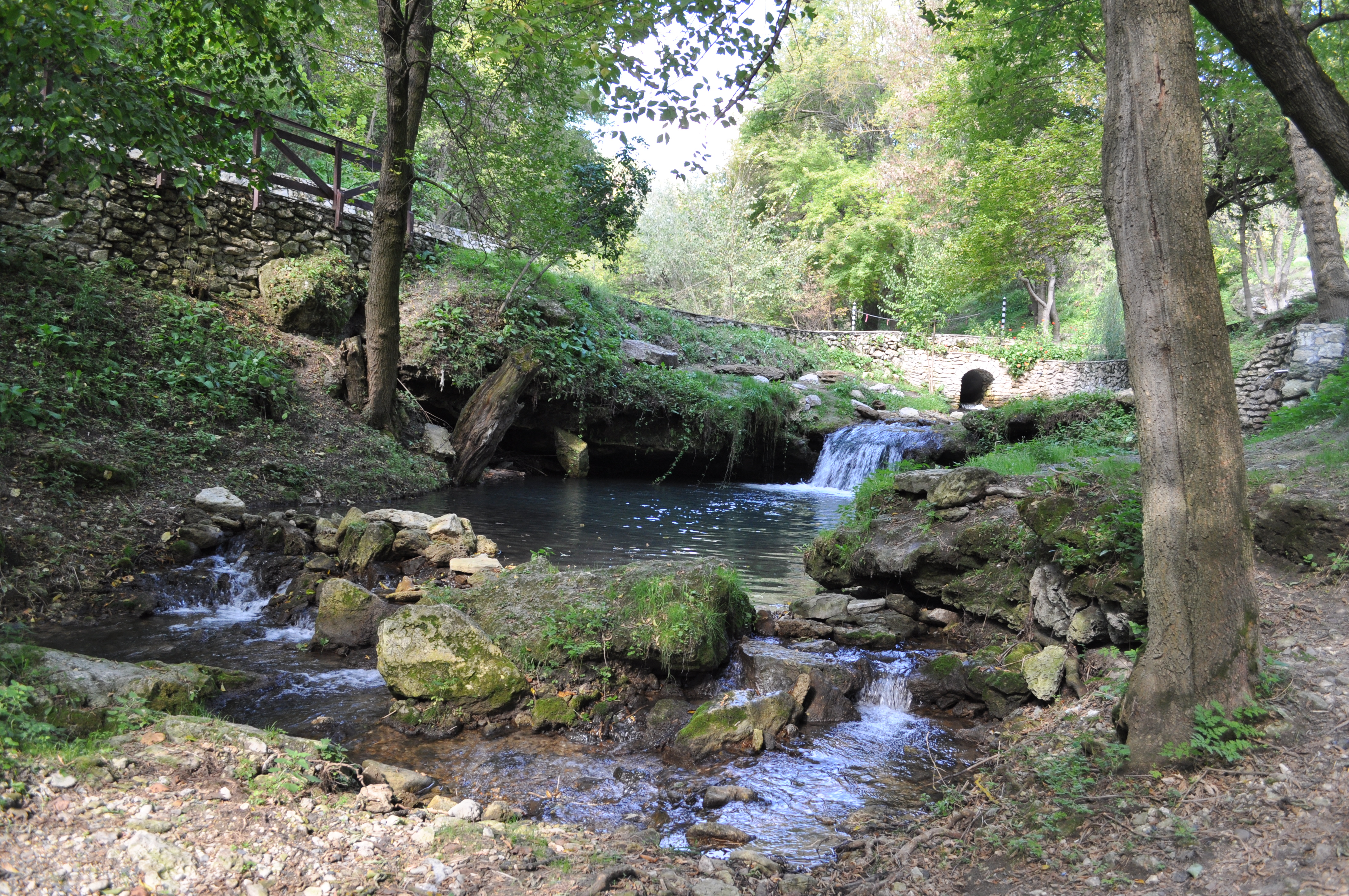
Гідрологічна пам'ятка природи «Джерело с. Строїнці»

### Природоохоронні території
Станом на початок 2020-х років, у Молдові налічується понад 100 природоохоронних об'єктів різних категорій, які охоплюють близько 5 % території країни. Хоча цей показник є відносно невеликим у порівнянні з багатьма європейськими країнами, зусилля щодо розширення мережі охоронюваних територій постійно тривають.
Основні категорії природоохоронних територій Молдови: 
- біосферні резервати (транснаціональні);
- природні резервати (наукові заповідники);
- національні парки;
- ландшафтні (природні) резервати;
- пам'ятки природи (геологічні, гідрологічні, ботанічні, зоологічні тощо);
- заказники (ландшафтні, гідрологічні, ботанічні, зоологічні, палеонтологічні);
- охоронювані природні ландшафти та дендропарки.

| Наукові заповідники Молдови | Наукові заповідники Молдови | Наукові заповідники Молдови | Наукові заповідники Молдови |
| Назва                       | Назва                       | Засновано                   | Площа                       |
| --------------------------- | --------------------------- | --------------------------- | --------------------------- |
| 1                           | Кодри                       | 1971                        | 5177 га                     |
| 2                           | Ягорлик                     | 1988                        | 836 га                      |
| 3                           | Прутул-де-Жос               | 1991                        | 1691 га                     |
| 4                           | Плаюл-Фагулуй               | 1992                        | 5642 га                     |
| 5                           | Педуря-Домняске             | 1993                        | 6032 га                     |